# ژان-مارک ارو
ژان-مارک اِرو (به فرانسوی: Jean-Marc Ayrault) زاده ۲۵ ژانویه ۱۹۵۰ (میلادی) سیاست‌مدار فرانسوی از حزب سوسیالیست و وزیر امور خارجه فرانسه است که از تاریخ ۱۵ ماه مه ۲۰۱۲ تا ۳۱ مارس ۲۰۱۴ نخست وزیری فرانسه را برعهده داشت. او پیش از نخست‌وزیری به مدت ۲۳ سال (از ۱۹۸۹ تا ۲۰۱۲) شهردار شهر نانت در این کشور بوده‌است.